# Фолклендський вовк
Фолклендський вовк, антарктичний вовк або фолклендська лисиця (Dusicyon australis) — хижий ссавець родини псових (Canidae), представник вимерлого роду Dusicyon. Мешкав на Фолклендських островах. Вовків звинуватили у вбивстві овець, але невідомо, чи вони це робили. Останній фолклендський вовк помер у 1876 році. Ймовірно, цей вид харчувався пінгвінами, тюленями та рослинністю. Найімовірніше, предки фолклендського вовка потрапили на острови по крижаному мосту, який колись з'єднував материк Південна Америка і острови.

## Поширення, історія опису
Мешкав на Фолклендських островах до кінця XIX століття, єдиний тубільний вид сухопутних ссавців цього архіпелагу. Він був виявлений в 1690 році й залишався поширеним, коли Чарльз Дарвін відвідав Фолклендські острови в 1833 році.
Протягом 1800-х років популяція хижака різко скоротилася. Останній з цих «вовків», як вважають, був убитий 1876 року. На вид полювали торговці хутром США ще у 1830-ті роки. Коли шотландські поселенці прибули на Фолкленди в 1860-х роках і почали там розводити овець на острові, D. australis був врешті винищений як шкідник, із застосуванням отрути.

## Морфологія
Тільки 11 зразків D. auslralis відомі, і не всі включають шкури. В одного зразка були такі параметри: довжина голови й тіла: 970 мм, хвіст: 285 мм. Верхні частини тіла коричневі й дещо руді з вкрапленнями білого, низ блідо-коричневий. Шерсть м'яка і товста. Хвіст короткий, пухнастий, з білим кінчиком. Морда й вуха короткі, морда широка. Череп великий і має підвищені лобові пазухи, більше схожий на череп Canis (пес), ніж на Pseudalopex (= Lycalopex).

## Поширення, екологія
Dusicyon був єдиним видом наземних ссавців, виявленим на Фолклендських островах першими їх дослідниками. Його природний раціон складався в основному з птахів, особливо гусей і пінгвінів, а також включав ластоногих.

## Версії походження
Присутність цього роду й виду на островах, приблизно за 400 км від материка, — нерозгадана таємниця. Є версія, що Dusicyon був узятий як домашні тварини доісторичними індіанцями. Було запропоновано гіпотезу щодо можливого походження фолклендського вовка від якогось з видів Pseudalopex або Canis (пес). Однак, зниження рівня моря в плейстоцені сприяло би природному розселенню, а відмінності в ознаках Dusicyon, ймовірно, з'явилися внаслідок подальшої ізоляції цих хижих, а не від їхнього приручення.

## Поведінка
Фолклендські вовки демонстрували чудову довірливість до людей. Деякі особини виходили назустріч прибулим на острів людям, що висаджувалися на сушу. Пізніше вони приходили в табори групами, викрадаючи з таборів продукти, витягуючи запаси м'яса з-під голів сплячих, і стояли, поки їхніх товаришів убивали. Цих псів часто вбивали, використовуючи їхню довірливість: чоловік тримав шматок м'яса як приманку в одній руці та ніж в іншій.

## Філогенетика
|  | Чагарниковий собака (Speothos)                                           |
|  |                                                                          |
|  | \| \| Гривастий вовк (Chrysocyon) \| \| \| \| \| \| Dusicyon \| \| \| \| |
|  |                                                                          |
|  | Гривастий вовк (Chrysocyon)                                              |
|  |                                                                          |
|  | Dusicyon                                                                 |
|  |                                                                          |

|  | Гривастий вовк (Chrysocyon) |
|  |                             |
|  | Dusicyon                    |
|  |                             |

|  | Atelocynus                                                      |
|  |                                                                 |
|  | \| \| Cerdocyon \| \| \| \| \| \| Зорро (Lycalopex) \| \| \| \| |
|  |                                                                 |
|  | Cerdocyon                                                       |
|  |                                                                 |
|  | Зорро (Lycalopex)                                               |
|  |                                                                 |

|  | Cerdocyon         |
|  |                   |
|  | Зорро (Lycalopex) |
|  |                   |

|  | Чагарниковий собака (Speothos)                                           |
|  |                                                                          |
|  | \| \| Гривастий вовк (Chrysocyon) \| \| \| \| \| \| Dusicyon \| \| \| \| |
|  |                                                                          |
|  | Гривастий вовк (Chrysocyon)                                              |
|  |                                                                          |
|  | Dusicyon                                                                 |
|  |                                                                          |

|  | Гривастий вовк (Chrysocyon) |
|  |                             |
|  | Dusicyon                    |
|  |                             |

|  | Atelocynus                                                      |
|  |                                                                 |
|  | \| \| Cerdocyon \| \| \| \| \| \| Зорро (Lycalopex) \| \| \| \| |
|  |                                                                 |
|  | Cerdocyon                                                       |
|  |                                                                 |
|  | Зорро (Lycalopex)                                               |
|  |                                                                 |

|  | Cerdocyon         |
|  |                   |
|  | Зорро (Lycalopex) |
|  |                   |

|  | Чагарниковий собака (Speothos)                                           |
|  |                                                                          |
|  | \| \| Гривастий вовк (Chrysocyon) \| \| \| \| \| \| Dusicyon \| \| \| \| |
|  |                                                                          |
|  | Гривастий вовк (Chrysocyon)                                              |
|  |                                                                          |
|  | Dusicyon                                                                 |
|  |                                                                          |

|  | Гривастий вовк (Chrysocyon) |
|  |                             |
|  | Dusicyon                    |
|  |                             |

|  | Atelocynus                                                      |
|  |                                                                 |
|  | \| \| Cerdocyon \| \| \| \| \| \| Зорро (Lycalopex) \| \| \| \| |
|  |                                                                 |
|  | Cerdocyon                                                       |
|  |                                                                 |
|  | Зорро (Lycalopex)                                               |
|  |                                                                 |

|  | Cerdocyon         |
|  |                   |
|  | Зорро (Lycalopex) |
|  |                   |

|  | Чагарниковий собака (Speothos)                                           |
|  |                                                                          |
|  | \| \| Гривастий вовк (Chrysocyon) \| \| \| \| \| \| Dusicyon \| \| \| \| |
|  |                                                                          |
|  | Гривастий вовк (Chrysocyon)                                              |
|  |                                                                          |
|  | Dusicyon                                                                 |
|  |                                                                          |

|  | Гривастий вовк (Chrysocyon) |
|  |                             |
|  | Dusicyon                    |
|  |                             |

|  | Atelocynus                                                      |
|  |                                                                 |
|  | \| \| Cerdocyon \| \| \| \| \| \| Зорро (Lycalopex) \| \| \| \| |
|  |                                                                 |
|  | Cerdocyon                                                       |
|  |                                                                 |
|  | Зорро (Lycalopex)                                               |
|  |                                                                 |

|  | Cerdocyon         |
|  |                   |
|  | Зорро (Lycalopex) |
|  |                   |